# Кавалеры ордена Святого Георгия III класса Ц
Кавалеры ордена Святого Георгия III класса на букву «Ц»
Список составлен по алфавиту персоналий. Приводятся фамилия, имя, отчество; звание на момент награждения; номер по спискам Григоровича — Степанова и Судравского; дата награждения. Лица, чьи имена точно идентифицировать не удалось, не викифицируются.
- Цвиленев, Александр Иванович, генерал-майор, № 297, 3 июня 1813
- Церпицкий, Константин Викентьевич, генерал-лейтенант, № 591, 13 октября 1905
- Цицианов, Павел Дмитриевич, генерал-майор, № 108, 15 сентября 1794
- Цукато, Егор Гаврилович, генерал-майор, № 202, 8 января 1810
- Цызырев, Павел Александрович, генерал-майор, № 205, 13 июня 1810